# Puentecillas (Palencia)
Puentecillas es un puente que constituye uno de los elementos urbanos de mayor personalidad de la ciudad de Palencia (España), y factor clave en el desarrollo urbanístico de la zona. Se localiza en un entorno monumental de gran interés, junto a monumentos representativos de la ciudad de Palencia como la Catedral, la iglesia de San Miguel, o el Palacio Episcopal y la propia ribera del Carrión con sus demás puentes, lo que refuerza su carácter de generador urbano. En 2008 fue declarado Bien de Interés Cultural con categoría de Monumento.

## Arquitectura
De origen romano, su trazado responde a las exigencias de comunicación de la ciudad de Pallantia y se constituye como enclave primordial en el desarrollo de las redes viarias y comerciales desde época vaccea hasta los inicios del siglo XX. Su construcción permitió el paso desde la ciudad hasta la isla natural del Carrión ocupada desde tiempos inmemoriales por el Parque del Sotillo de los Canónigos.

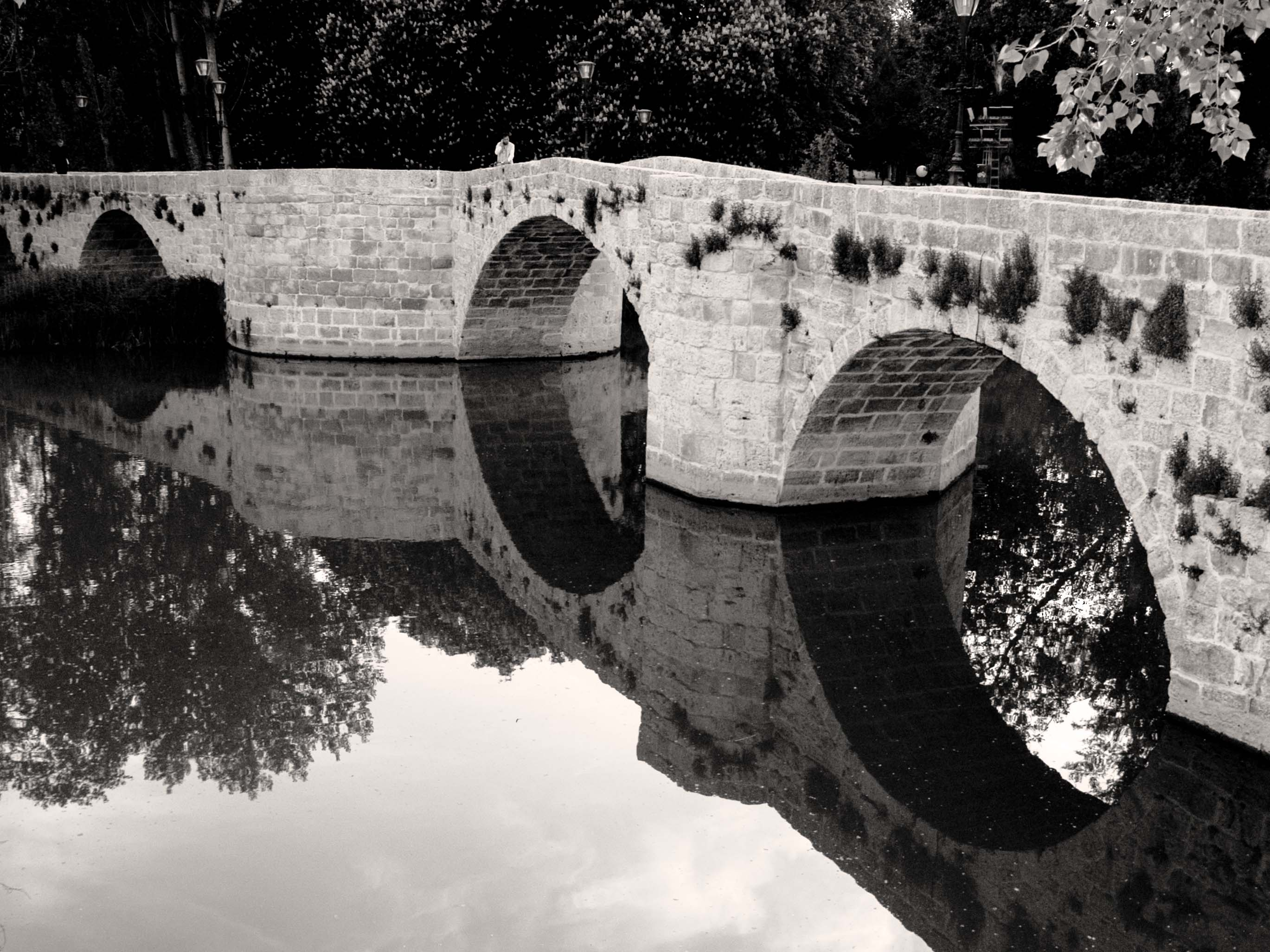
Otra vista en blanco y negro de Puentecillas.

Su fábrica actual está muy alterada, objeto de innumerables transformaciones desde el siglo XI. La mayor reforma se llevó a cabo en el siglo XVI que definió las líneas actuales del puente e hizo desaparecer gran parte de los vestigios del puente romano.
Perdida su utilidad y valor económico y político como cruce de vías y caminos hacia las principales ciudades y pueblos de la comarca en época romana y como nexo de unión y única vía de acceso a la ciudad desde las Huertas del Obispo y el Sotillo, formando parte de los elementos de explotación molinera de los siglos XVI al XVIII, en la actualidad se ha convertido en un monumento público de ocio y disfrute, en un área recreativa situada en el centro de la ciudad, con espacios verdes donde se celebran fiestas y mercados medievales, aprovechando la frescura que ofrecen las orillas del río Carrión y las márgenes del Canal de Castilla.
Durante el siglo XX sufrió un pequeño abandono que lo fue degradando, la cantidad de plantas que en sus piedras se incrustaban lo deterioraron hasta que a principios del siglo XXI fue restaurado: se limpiaron sus fachadas, se renovó el pavimento y se añadió una nueva iluminación.

## Bolo de la Paciencia

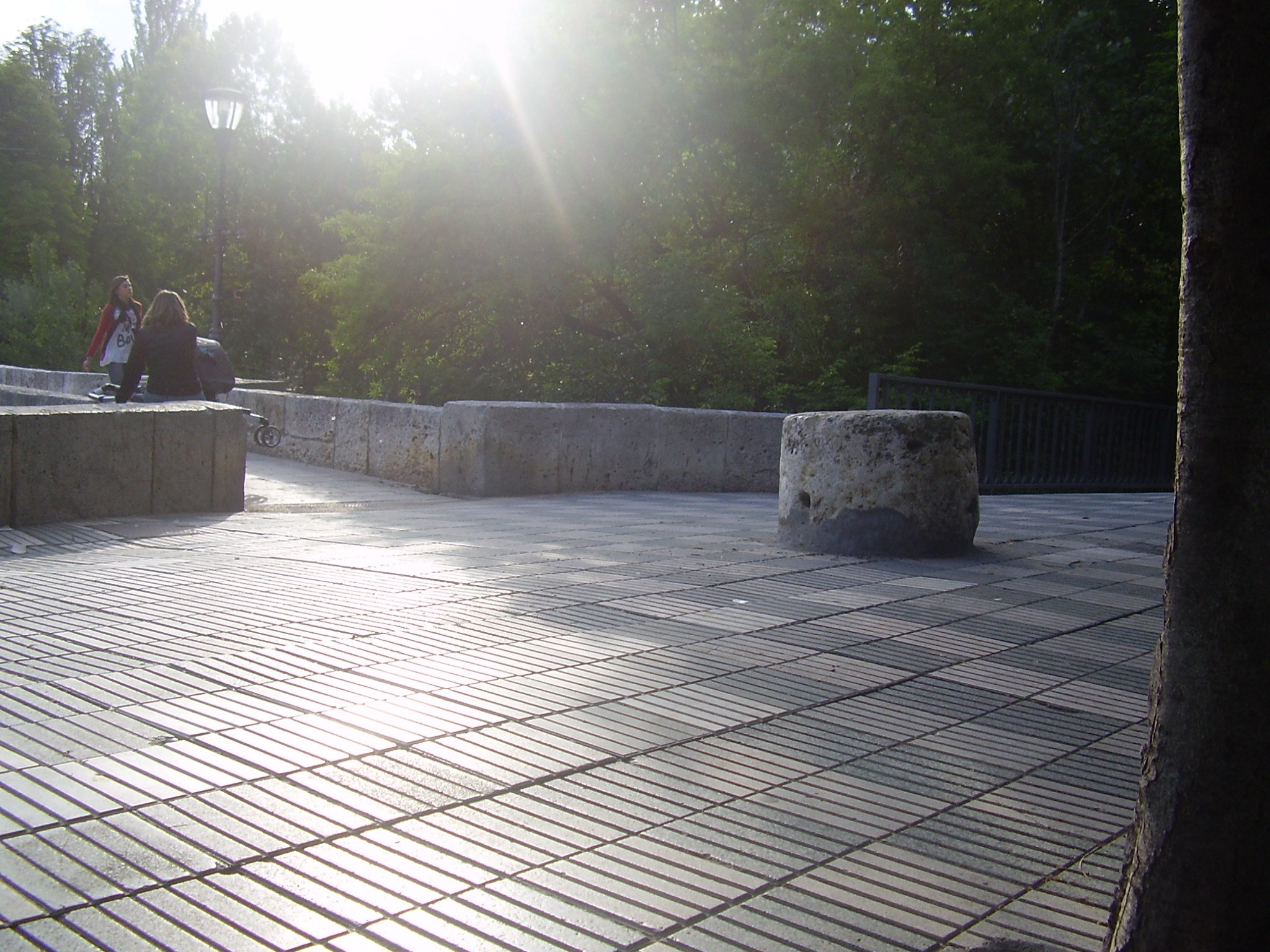
El Bolo de la Paciencia a la entrada de Puentecillas.

Casi igual de famoso que el propio puente es una piedra de forma cilíndrica y gran tamaño colocada en la entrada del puente: el Bolo de la Paciencia, que durante años fue el mentidero de la ciudad. Se dice que esta gran piedra era usada por las lavanderas que acudían al río para depositar los cestos de la colada, aprovechando ese momento para comentar los sucesos y noticias que acontecían en la ciudad.